# Hualewjonken
Hualewjonken ([ˈhua̯laʊ̯ˌjoŋkən]? på dansk: i halvmørke) er navnet på en traditionel sammenkomst af konfirmerede og ugifte unge mænd under 30 år i vinterhalvåret på Amrum og Før. Traditionen har sine rødder i hvalfangstperioden, hvor øens ugifte mænd om aftenen i vinteren kom sammen for at udveksle erfaringer og oplevelser fra de store hvalfangstekspeditioner. På Før og Amrum findes der stadig flere hualewjonkgrupper.
Med til Hualewjonken på Før hører det såkaldte Üütjschiten (på dansk udskydning). Hvis en af de unge mænd blev set den syvende gang hos en pige, blev han – under affyringen af tre skud i luften – opfordret til at forlove sig. Nægter han at indgå forlovelsen, blev han kørt gennem byen i en kærre. Üütjschiten må kun praktiseres efter kl. 22.
Hvis han er villig til at indgå forlovelsen, optræder han søndagen efter Üütjschiten foran hualewjonkforsamlingen og siger på nordfrisisk Ik skal jam grööte fan a Bridj! (på dansk: Jeg skal hilse jer fra min brud!), hvorved han træder ud af gruppen.